# Johannes Öhrström
Johannes (även Johan) Öhrström, född den 17 februari 1739 i Högestads socken, död den 17 december 1813 i Sövestads socken, var en svensk skol- och prästman.
Öhrström var son till Theodor Öhrström (1704–1771) och dennes hustru Anna Katarina Hansdotter (död 1782). Fadern var vid sonens födelse hovmästare på Krageholms slott men blev senare post- och tullinspektor i Ystad. I denna stad hade Johan Öhrström sin skolgång innan han 1754 avlade studentexamen vid Lunds universitet och, jämte sin äldre bror Magnus,  inskrevs där samt i Skånska nationen. Efter några år i Lund inskrevs han även vid Greifswalds universitet och tycks sedan ha växlat mellan de båda lärosätena: således disputerade han pro exercitio i Lund 1760 och blev filosofie magister i Greifswald året därpå. Efter att de närmast följande tio åren ha arbetat som informator samt ånyo bedrivit kortare studier, nu vid Uppsala universitet (1770), utnämndes han 1771 till rektor för Ystads skola. Ytterligare tio år senare prästvigdes Öhrström och avlade pastoralexamen. Till följd härav utnämndes han 1785 till kyrkoherde i Sövestads församling, men tillträdde inte denna post förrän 1787. År 1800 erhöll han prosttitel.
Öhrström gifte sig 1776 i Göteborg med Inga Christina Hermanner (1740–1813; död två dagar efter maken) med vilken han fick två söner och tre döttrar. Av döttrarna gifte sig den äldsta, Anna Christina (1777–?) med faderns efterträdare som kyrkoherde, Håkan Stenström, medan den andra, Catharina (1779–1832), gifte sig med inspektoren Jakob Sundewall och med honom blev mor till professorerna Carl J. Sundevall och Fredrik Emil Sundevall samt till sjömilitären Henrik Ludvig Sundevall. Av sönerna blev den äldste, Johannes Theodor Öhrström (1780–1831), rådman i Ystad medan den yngre, Karl Magnus Öhrström (1782–1846) blev kommissionslantmätare i Malmöhus län. Av den senares många barn kom dottern Anna Ulrica (1816–1891) att gifta sig med målaren Christian Steendorff och bli mor till bland andra arkitekten Magnus Steendorff.